# 兵庫県道386号野口尾上線
兵庫県道386号野口尾上線（ひょうごけんどう386ごう のぐちおのえせん）は、兵庫県加古川市を通る一般県道である。

## 概要
加古川市野口町水足から加古川市尾上町池田に至る。
加古川市の中心部と東加古川との境界になっている。

### 路線データ
- 起点：加古川市野口町水足（兵庫県道148号大久保稲美加古川線交点）
- 終点：加古川市尾上町池田（池田交差点、兵庫県道718号明石高砂線交点）
- 総延長：4.332 km

## 路線状況

### 重複区間
- 兵庫県道18号加古川小野線（加古川市野口町水足・水足西交差点 - 加古川市野口町坂元・坂元交差点）

### 道路施設

#### 橋梁
- 柳町橋（別府川、加古川市）

## 地理

### 通過する自治体
- 加古川市

### 交差する道路
| 交差する道路                                                   | 交差する場所 | 交差する場所      |
| -------------------------------------------------------------- | ------------ | ----------------- |
| 兵庫県道148号大久保稲美加古川線                                | 野口町水足   | 起点              |
| 兵庫県道18号加古川小野線 / 東播磨南北道路 重複区間起点         | 野口町水足   | 水足西交差点      |
| 国道2号 / 加古川バイパス                                       | 野口町坂元   | 加古川中央JCT     |
| 国道2号 兵庫県道18号加古川小野線 / 東播磨南北道路 重複区間終点 | 野口町坂元   | 坂元交差点        |
| 国道250号 兵庫県道129号別府港加古川停車場線                    | 尾上町安田   | 安田交差点        |
| 兵庫県道718号明石高砂線                                        | 尾上町池田   | 池田交差点 / 終点 |

### 交差する鉄道
- 山陽本線
- 山陽新幹線
- 山陽電気鉄道本線

### 沿線
- 加古川市立尾上小学校